# Гвідо ван Россум
Гві́до ван Ро́ссум (нід. Guido van Rossum; 31 січня 1956, Гарлем, Північна Голландія, Нідерланди) — нідерландський програміст, відомий завдяки створенню популярної високорівневої мови програмування Python.
У громаді мови Python ван Россум відомий як «доброзичливий довічний диктатор», який продовжує спостерігати за процесом її розробки та, за необхідності, приймає остаточне рішення щодо дизайну мови.

## Біографія
Народився та виріс у Нідерландах, отримав диплом магістра від Амстердамського університету у 1982 році.
Переїхав до США у 1995 році, де зустрів свою дружину. До липня 2003, зі своїм сином (2001), вони жили у Північній Вірджинії у передмісті Вашингтону.

### Google
З 2005 до грудня 2012 працював в  Google, у зв'язку з чим разом із сім'єю переїхав до Кремнієвої долини. Половину часу він витрачав на програмування Python. У 2006 Асоціацією обчислювальної техніки був визнаним «Видатним інженером». 7 грудня 2012,  він покинув Google.

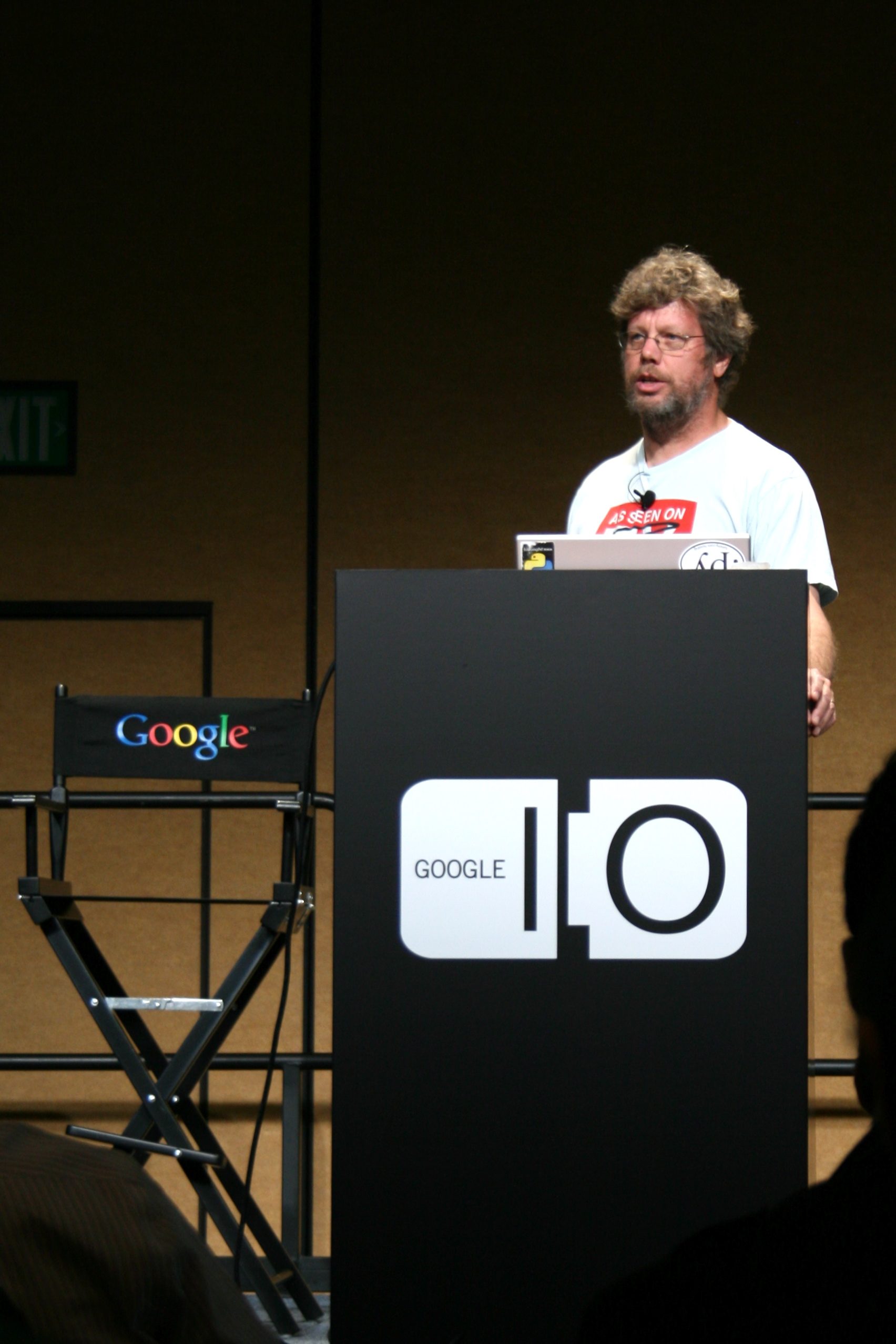
Ван Россум на конференції розробників Google I/O 2008

### Dropbox
В січні 2013, Гвідо Ван Россум почав працювати в компанії Dropbox.
В жовтні 2019, Ван Россум покинув Dropbox і офіційно пішов на пенсію.

### Microsoft
12 листопада Ван Россум анонсував, що він буде продовжувати працювати та приєднається до відділу розробників Microsoft. Наразі має звання заслуженого інженера Microsoft.

## Python
У грудні 1989 року, Ван Россум шукав програмний проєкт, який був би його хобі, і зайняв його протягом тижня перед Різдвом. Оскільки його офіс був закритий, коли він вирішив написати інтерпретатора для "нової мови скриптової мови, про яку він думав останнім часом, як нащадка ABC, який би сподобався  хакерам Unix/C".
Він пояснив, що попередник Python, ABC, був натхненний SETL, зазначивши, що співрозробник ABC Ламберт Мертенс "провів рік з групою SETL в Нью-Йоркському університеті, перш ніж прийти до остаточного дизайну ABC".
12 липня 2018 року Ван Россум оголосив, що йде у відставку з посади BDFL мови програмування Python.

## Цікаві факти
- Улюблена телевізійна програма — «Літаючий Цирк Монті Пайтона», на честь якої названа створена ним мова програмування Python.